# Лаборатория непрерывного математического образования

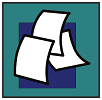
Лаборатория непрерывного математического образования

Лаборато́рия непреры́вного математи́ческого образова́ния — учебно-научный центр в Санкт-Петербурге, с 1992 года организующий дополнительное образование и научную деятельность школьников старших классов в различных государственных общеобразовательных школах, а также ведущий разработку образовательных программ. ЛНМО организует Балтийский научно-инженерный конкурс, олимпиаду "Математика НОН-СТОП",  Петербургский Турнир юных математиков, конкурс "Естественный отбор",  другие научные мероприятия для школьников.
В настоящее время ЛНМО является частным общеобразовательным учреждением общего и дополнительного образования «Лаборатория непрерывного математического образования» и работает в Санкт-Петербурге по адресу Рижский проспект, дом 41 .

## История

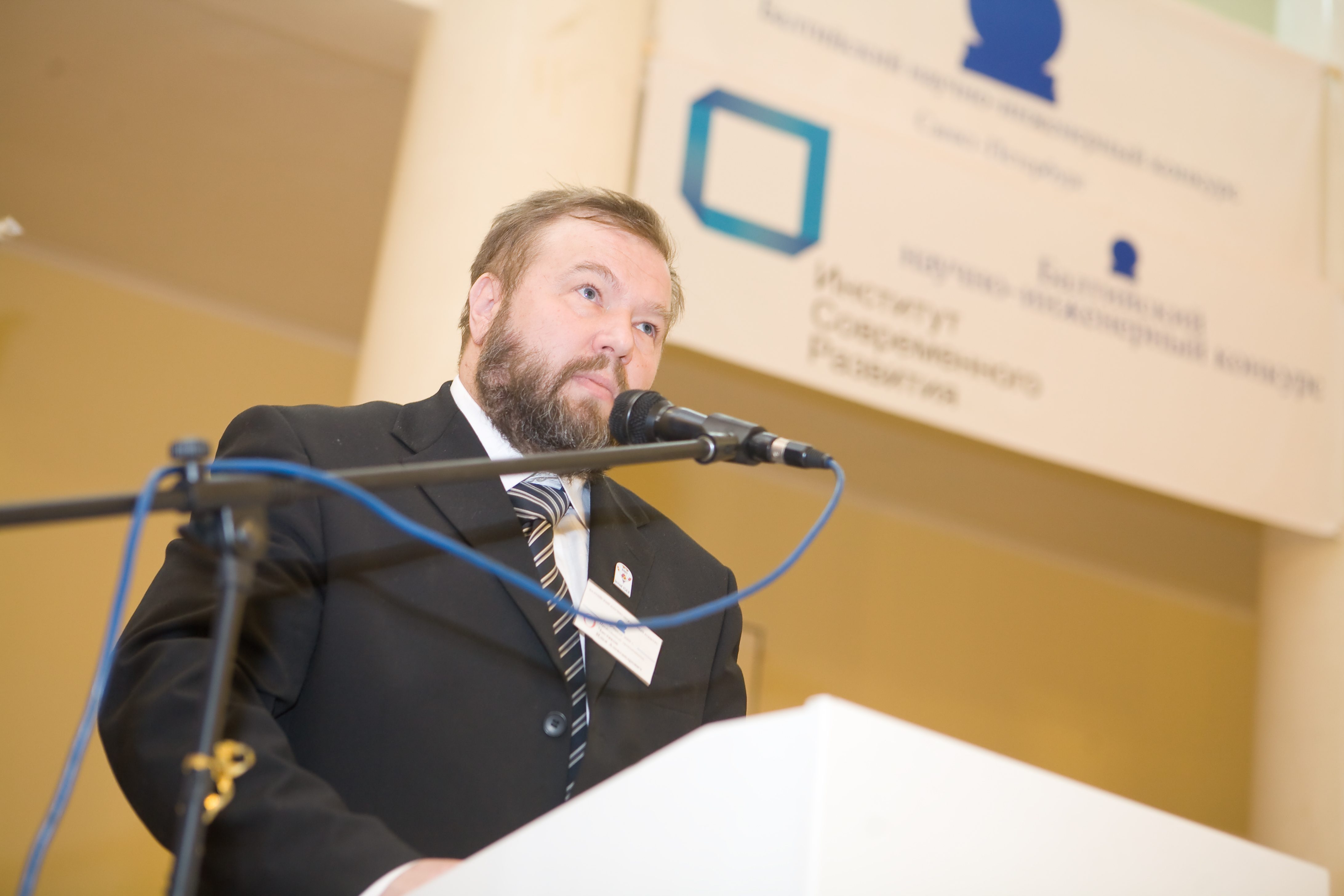
Чистяков, Илья Александрович на VI Балтийском научно-инженерном конкурсе, 2010 год

Научный центр «Лаборатория непрерывного математического образования» создан в 1992 году петербургским учителем  математики Ильей Чистяковым в сотрудничестве с молодыми математиками Денисом Бенуа, Сергеем Шимориным и Тимофеем Шилкиным.
В 1992—1999 годах ЛНМО находилась в составе Аничкова лицея СПбГДТЮ.
В 1999—2000 годах классы Лаборатории с коллективом преподавателей переведены в Академическую гимназию СПбГУ.
С 2001 по 2011 года Лаборатория располагалась в различных школах Невского района.
В 2011 году  ЛНМО начала работу в Адмиралтейском районе Санкт-Петербурга.

## Процесс обучения и научная деятельность

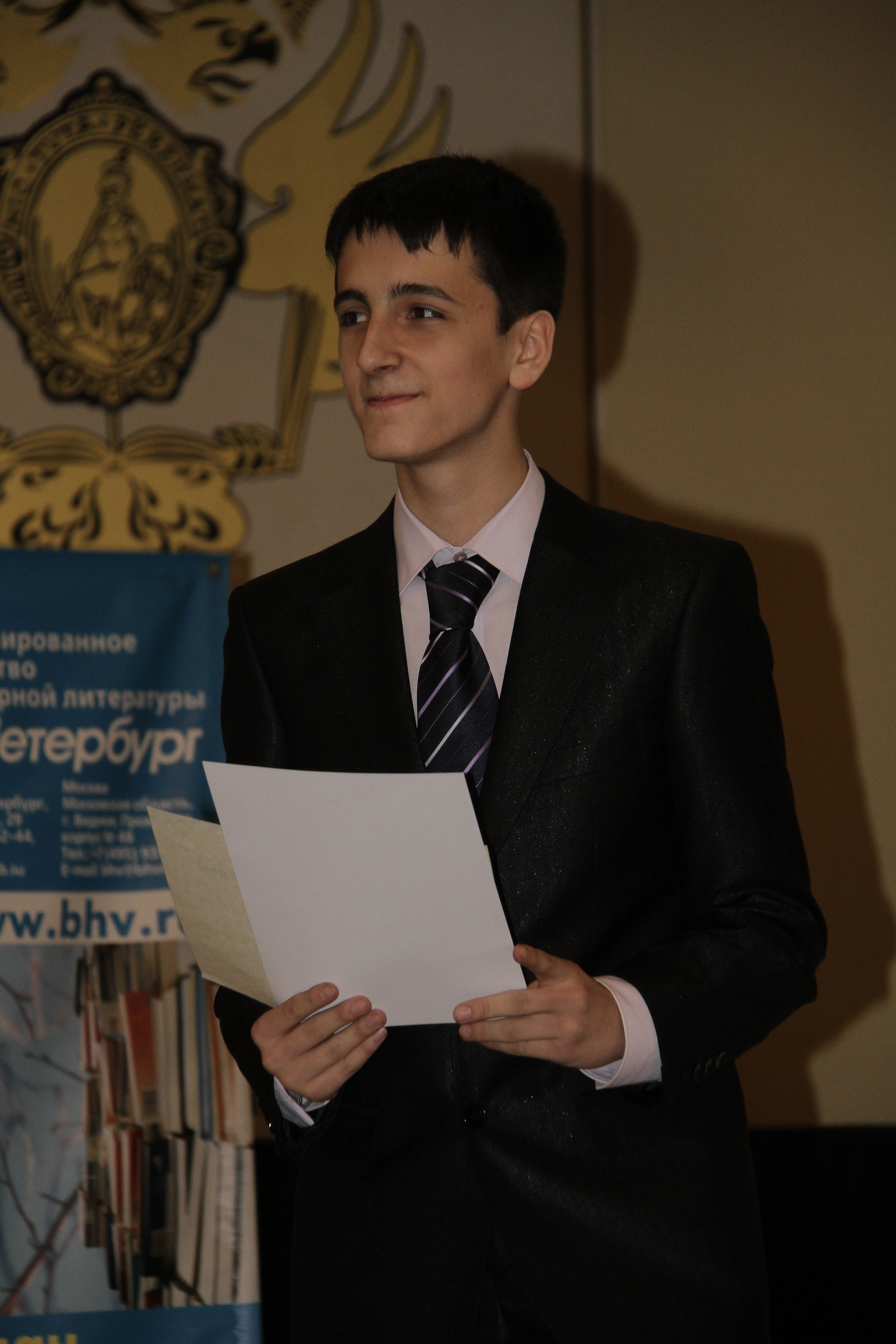
Османов Гаджи, учащийся 10 класса ЛНМО, победитель Intel ISEF 2011

Процесс обучения в ЛНМО предполагает совмещение основного, дополнительного образования и научной деятельности. Если в средних классах школьник получает фундаментальную углубленную подготовку, то в старших классах он выбирает тему для научного исследования в области математики, физики, программирования, биологии или химии и проводит самостоятельное исследование.
Учащийся занимается на научном семинаре, знакомится с научной литературой, проводит эксперименты, консультируется с сотрудниками вузов. В Лаборатории проводятся спецкурсы по многим математическим и биологическим  дисциплинам, цель которых заключается не в формальном прочтении лекций, например, по высшей алгебре, а в глубоком осознании обучаемым сути предмета, взаимосвязей внутри теорий и последующей научно-исследовательской деятельности.
Научными руководителем Лаборатории с 2003 года является заведующий кафедрой математического анализа Математико-Механического факультета СПбГУ профессор, доктор физико-математических наук Н.А. Широков.
Традиционно учащиеся ЛНМО представляют свои работы и побеждают на научных конференциях по всему миру:
- на Балтийском научно-инженерном конкурсе в Санкт-Петербурге
- на конкурсе «Юниор» в Москве
- на Республиканском турнире юных математиков и конференции научных работ в Беларуси
- на Международной конференции молодых ученых (ICYS)
- на Всемирном смотре-конкурсе научных и инженерных достижений учащихся Intel ISEF в США

## Летняя математическая школа

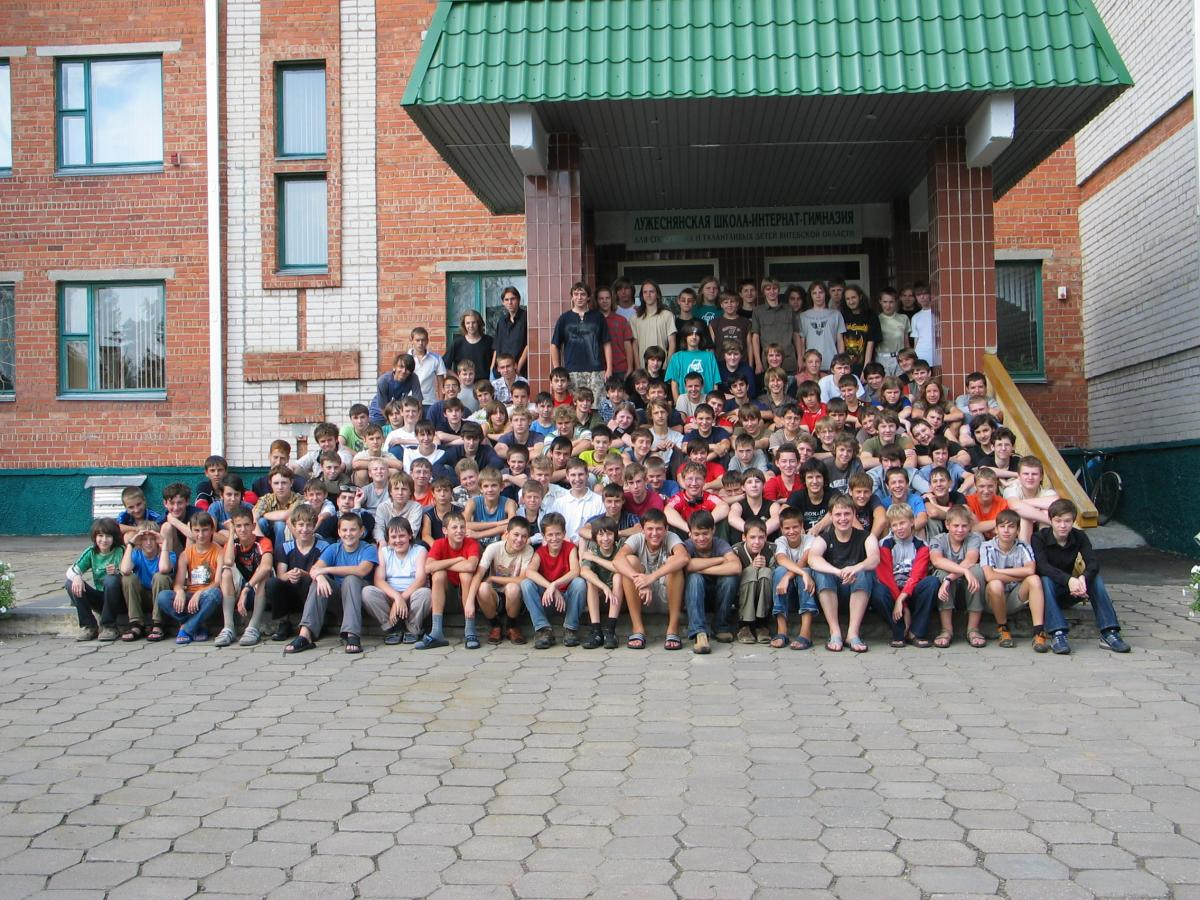
Летняя математическая школа ЛНМО

С 1995 года ЛНМО проводит Летнюю математическую школу. С 2000 года она проходит в Беларуси, в поселке Лужесно под Витебском.
С учащимися работает педагогический коллектив, состоящий из преподавателей и выпускников ЛНМО. На протяжении 20 августовских дней школьники осваивают 140-часовой учебный курс, включающий в себя программы по различным разделам математического анализа, алгебры, геометрии, физики, программирования. Для восьмиклассников и девятиклассников проходят занятия по решению олимпиадных задач.

## Сотрудничество ЛНМО
ЛНМО осуществляет партнерство с ведущими компаниями и предприятиями Санкт-Петербурга, получает гранты на ведение образовательной и научной деятельности со школьниками.
С 2009 года ЛНМО начала сотрудничество с компанией Hewlett-Packard. Компания отметила ЛНМО грантом в сто тысяч долларов, как один из лучших образовательных проектов всего мира. В России такой чести удостоились ещё 9 крупных учебных учреждений.
Сотрудничество ЛНМО с группой компаний «ТЭТРА Электрик» началось в 2009 году, когда генеральный директор Ян Николаевич Абубакиров принял решение стать генеральным спонсором Балтийского научно-инженерного конкурса, в оргкомитете которого работают выпускники и преподаватели ЛНМО. В октябре 2009 года компания предоставила научному центру ЛНМО лабораторию для занятий физикой.
В 2012-2016 годах Фонд "Династия" осуществлял поддержку  деятельности ЛНМО. Школа получила в общей сложности 7 грантов на развитие научных семинаров, биологической площадки,  летней школы и Балтийского научно-инженерных конкурса по итогам  Конкурсов образовательных проектов для школьников  Фонда "Династия".

## Выпускники ЛНМО с учёной степенью
| №   | Имя                   | Год выпуска | Учёная степень                      | Год защиты | Тема |  |
| --- | --------------------- | ----------- | ----------------------------------- | ---------- | --- |  |
| 1.  | Васильев Сергей       | 1996        | кандидат физико-математических наук | 2004       | "О многообразиях алгебраических систем с условиями конечности"                                                                                             |  |
| 2.  | Шабля Егор            | 1996        | кандидат физико-математических наук | 2005       | "Неупругие взаимодействия ядер золота с энергией в диапазоне 100-1147 МэВ/нуклон с ядрами фотоэмульсии"                                                    |  |
| 3.  | Парилов Дмитрий       | 1999        | кандидат физико-математических наук | 2007       | "Классы Харди, мультипликаторы Фурье и квадратичные функции"                                                                                               |  |
| 4.  | Горбульский Александр | 1996        | кандидат физико-математических наук | 2008       | "Исследование масштабированной энтропии фильтраций сигма-алгебр"                                                                                           |  |
| 5.  | Осьмехин Сергей       | 1996        | PhD                                 | 2008       | "Electron and ion spectroscopy of some atoms and molecules using synchrotron radiation and laboratory sources"                                             |  |
| 6.  | Халидов Эльдар        | 1998        | PhD                                 | 2009       | "Operator-like wavelets with application to functional magnetic resonance imaging"                                                                         |  |
| 7.  | Моргенштерн Вениамин  | 1999        | PhD                                 | 2010       | "Crystallization and noncoherence in wireless communication"                                                                                               |  |
| 8.  | Вялов Виктор          | 2002        | кандидат физико-математических наук | 2011       | "О граничной регулярности решений системы магнитной гидродинамики"                                                                                         |  |
| 9.  | Иванов Александр      | 2003        | кандидат физико-математических наук | 2011       | "Когомологии Хохшильда алгебр кватернионного типа" |  |
| 10. | Иванов Сергей         | 2003        | кандидат физико-математических наук | 2012       | "Резольвенты и когомологические свойства самоинъективных алгебр"                                                                                           |  |
| 11. | Лохару Евгений        | 2003        | кандидат физико-математических наук | 2012       | "Мультипликативные неравенства для максимальных функций, измеряющих гладкость"                                                                             |  |
| 12. | Истомин Владимир      | 2003        | кандидат физико-математических наук | 2012       | "Процессы переноса в высокотемпературных течениях смеси газов с учетом электронного возбуждения"                                                           |  |
| 13. | Ляпунов Алексей       | 2003        | кандидат экономических наук         | 2012       | "Модели и методы повышения эффективности развития системы управления сбытом программных продуктов"                                                         |  |
| 14. | Красильников Михаил   | 2003        | кандидат физико-математических наук | 2013       | "Исследование поляризации угловых моментов двухатомных молекул в химических и фотохимических реакциях"                                                     |  |
| 15. | Роткевич Александр    | 2005        | кандидат физико-математических наук | 2013       | "Формула Айзенберга в псевдовыпуклых областях" |  |
| 16. | Синчук Сергей         | 2005        | кандидат физико-математических наук | 2013       | "Параболические факторизаци редуктивных групп" |  |
| 17. | Тодоров Дмитрий       | 2006        | кандидат физико-математических наук | 2014       | "Диффеоморфизмы и потоки на гладких многообразиях со свойствами отслеживания"                                                                              |  |
| 18. | Щёголев Александр     | 2007        | Dr. Math.                           | 2015       | "Overgroups of elementary block-diagonal subgroups in even unitary groups over quasi-finite rings"                                                         |  |
| 19. | Нешитов Александр     | 2007        | кандидат физико-математических наук | 2015       | "Классифицирующие пространства алгебраических групп и их инварианты"                                                                                       |  |
| 20. | Смоленский Андрей     | 2007        | кандидат физико-математических наук | 2016       | "Факторизации и ширина групп Шевалле над маломерными кольцами"                                                                                             |  |
| 21. | Школьников Михаил     | 2008        | кандидат физико-математических наук | 2017       | "Tropical Curves, Convex Domains, Sandpiles and Amoebas"                                                                                                   |  |
| 22. | Медведев Алексей      | 2008        | кандидат физико-математических наук | 2017       | "Локальная гладкость аналитической функции в сравнении с гладкостью ее модуля"                                                                             |  |
| 23. | Гученко Роман         | 2009        | кандидат физико-математических наук | 2018       | "Планирование экспериментов для дискриминации регрессионных моделей"                                                                                       |  |
| 24. | Лавренов Андрей       | 2009        | кандидат физико-математических наук | 2018       | "Строение групп Стейнберга" |  |
| 25. | Смоленский Илья       | 2007        | кандидат биологических наук         | 2018       | "Влияние пренатального стресса на формирование гормональных и поведенческих нарушений у самцов крыс в модели посттравматического стрессового расстройства" |  |
| 26. | Васильков Сергей      | 2010        | кандидат физико-математических наук | 2020       | "Структура и свойства электрогидродинамических течений, вызванных эффектом Вина"                                                                           |  |
| 26  | Михайловский Олег     | 2005        | PhD                                 | 2020       | "Applications of molecular dynamics simulations in protein X-ray crystallography"                                                                          |  |
| 27  | Мурачев Андрей        | 2007        | кандидат физико-математических наук | 2022       | "Переходные тепловые процессы в одномерных кристаллических решётках"                                                                                       |  |
| 28  | Никифоров Дмитрий     | 2010        | PhD                                 | 2022       | "Estimation of high-dimensional low-rank and structured sparse panel vector autoregressive models"                                                         |  |
| 29  | Тагирджанова Гульнара | 2011        | PhD                                 | 2022       | "How lichens work: functional aspects of symbiosis viewed through metagenomics and other culture-free methods"                                             |  |
| 30  | Роткевич Михаил       | 2008        | PhD                                 | 2024       | "Revealing the hidden language of DNA" |  |